# Giải César cho nam diễn viên phụ xuất sắc nhất
Giải César cho nam diễn viên phụ xuất sắc nhất là một giải César được trao hàng năm cho nam diễn viên đóng vai phụ trong một phim, được bầu chọn là xuất sắc nhất.
Dưới đây là danh sách các người đoạt giải và các người được đề cử theo từng năm:

## Thập niên 1970
- 1976: Jean Rochefort, phim Que la fête commence
  - Victor Lanoux, - Adieu poulet
  - Patrick Dewaere, - Adieu poulet
  - Jean Bouise, - Le Vieux fusil
- 1977: Claude Brasseur, phim Un éléphant ça trompe énormément
  - Jean-Claude Brialy, - Le Juge et l'assassin
  - Jacques Dutronc, - Mado
  - Charles Denner, - Si c'était à refaire
- 1978: Jacques Dufilho, phim Le Crabe-tambour
  - Michel Aumont, - Des enfants gâtés
  - Jean-François Balmer, - La Menace
  - Jean Bouise, - Le Juge Fayard dit Le Shérif
  - Philippe Léotard, - Le Juge Fayard dit Le Shérif
- 1979: Jacques Villeret, phim Robert et Robert
  - Michel Serrault, - L'Argent des autres
  - Jean Carmet, - Le Sucre
  - Claude Brasseur, - Une histoire simple

## Thập niên 1980
- 1980: Jean Bouise, phim Coup de tête
  - Michel Aumont, - Courage fuyons
  - Bernard Giraudeau, - Le Toubib
  - Bernard Blier, - Série noire
- 1981: Jacques Dufilho, phim Un mauvais fils
  - Alain Souchon, - Je vous aime
  - Heinz Bennent, - Le Dernier Métro
  - Guy Marchand, - Loulou
- 1982: Guy Marchand, phim Garde à vue
  - Jean-Pierre Marielle, - Coup de torchon
  - Eddy Mitchell, - Coup de torchon
  - Gérard Lanvin, - Une étrange affaire
- 1983: Jean Carmet, phim Les Misérables
  - Gérard Klein, - La Passante du Sans-Souci
  - Michel Jonasz, - Qu'est-ce qui fait courir David ?
  - Jean-François Stévenin, - Une chambre en ville
- 1984: Richard Anconina, phim Tchao Pantin
  - Guy Marchand, - Coup de foudre
  - Bernard Fresson, - Garçon !
  - Jacques Villeret, - Garçon !
  - François Cluzet, - L'Été meurtrier
- 1985: Richard Bohringer, phim L'Addition
  - Lambert Wilson, - La Femme publique
  - Fabrice Luchini, - Les Nuits de la pleine lune
  - Bernard-Pierre Donnadieu, - Rue barbare
  - Michel Aumont, - Un dimanche à la campagne
- 1986: Michel Boujenah, phim Trois Hommes et un couffin
  - Xavier Deluc, - On ne meurt que deux fois
  - Michel Galabru, - Subway
  - Jean-Hugues Anglade, - Subway
  - Jean-Pierre Bacri, - Subway
- 1987: Pierre Arditi, phim Mélo
  - Gérard Darmon, - 37°2 le matin
  - Jean-Louis Trintignant, - La Femme de ma vie
  - Claude Piéplu, - Le Paltoquet
  - Jean Carmet, - Les Fugitifs
- 1988: Jean-Claude Brialy, phim Les Innocents
  - Tom Novembre, - Agent trouble
  - Jean-Pierre Kalfon, - Le Cri du hibou
  - Jean-Pierre Léaud, - Les Keufs
  - Guy Marchand, - Noyade interdite
- 1989: Patrick Chesnais, phim La Lectrice
  - Alain Cuny, - Camille Claudel
  - Patrick Bouchitey, - La Vie est un long fleuve tranquille
  - Jean Reno, - Le Grand Bleu
  - Jean-Pierre Marielle, - Quelques jours avec moi

## Thập niên 1990
- 1990: Robert Hirsch, phim Hiver 54, l'abbé Pierre
  - Jacques Bonnaffé, - Baptême
  - François Cluzet, - Force majeure
  - François Perrot, - La Vie et rien d'autre
  - Roland Blanche, - Trop belle pour toi
- 1991: Jacques Weber, phim Cyrano de Bergerac
  - Maurice Garrel, - La Discrète
  - Michel Duchaussoy, - Milou en mai
  - Michel Galabru, - Uranus
  - Daniel Prévost, - Uranus
- 1992: Jean Carmet, phim Merci la vie
  - Jean-Claude Dreyfus, - Delicatessen
  - Ticky Holgado, - Une époque formidable
  - Bernard Le Coq, - Van Gogh
  - Gérard Séty, - Van Gogh
- 1993: André Dussolier, phim Un cœur en hiver
  - Jean Yanne, - Indochine
  - Patrick Timsit, - La Crise
  - Fabrice Luchini, - Le Retour de Casanova
  - Jean-Pierre Marielle, - Max et Jérémie
- 1994: Fabrice Luchini, phim Tout ça pour ça
  - Jean-Pierre Darroussin, - Cuisine et dépendances
  - Jean-Roger Milo, - Germinal
  - Thomas Langmann, - Le Nombril du monde
  - Didier Bezace, - Profil bas
- 1995: Jean-Hugues Anglade, phim La Reine Margot
  - Claude Rich, - La Fille de d'Artagnan
  - Fabrice Luchini, - Le Colonel Chabert
  - Bernard Giraudeau, - Le Fils préféré
  - Daniel Russo, - Neuf mois
- 1996: Eddy Mitchell, phim Le bonheur est dans le pré
  - Ticky Holgado, - Gazon maudit
  - Jean-Pierre Cassel, - La Cérémonie
  - Jean-Hugues Anglade, - Nelly et Monsieur Arnaud
  - Michael Lonsdale, - Nelly et Monsieur Arnaud
- 1997: Jean-Pierre Darroussin, phim Un air de famille
  - Jacques Gamblin, - Pédale douce
  - Bernard Giraudeau, - Ridicule
  - Jean Rochefort, - Ridicule
  - Albert Dupontel, -  Un héros très discret
- 1998: Jean-Pierre Bacri, phim On connaît la chanson
  - Vincent Perez, - Le Bossu
  - Jean-Pierre Darroussin, - Marius et Jeannette
  - Gérard Jugnot, - Marthe
  - Lambert Wilson, - On connaît la chanson
- 1999: Daniel Prévost, phim Le Dîner de cons
  - Jean-Louis Trintignant, - Ceux qui m'aiment prendront le train
  - Vincent Perez, - Ceux qui m'aiment prendront le train
  - Bernard Fresson, - Place Vendôme
  - Jacques Dutronc, - Place Vendôme

## Thập niên 2000
- 2000: François Berleand, phim Ma petite entreprise
  - Jacques Dufilho, - C'est quoi la vie ?
  - Claude Rich, - La Bûche
  - André Dussollier, - Les Enfants du marais
  - Roschdy Zem, - Ma petite entreprise
- 2001: Gérard Lanvin, phim Le Goût des autres
  - Lambert Wilson, - Jet Set
  - Emir Kusturica, - La Veuve de Saint-Pierre
  - Alain Chabat, - Le Goût des autres
  - Jean-Pierre Kalfon, - Saint-Cyr
- 2002: André Dussolier, phim La Chambre des officiers
  - Edouard Baer, - Betty Fisher et autres histoires
  - Jamel Debbouze, - Le Fabuleux destin d'Amélie Poulain
  - Rufus, - Le Fabuleux destin d'Amélie Poulain
  - Jean-Paul Roussillon, - Une Hirondelle a fait le printemps
- 2003: Bernard Le Coq, phim Se souvenir des belles choses
  - Gérard Darmon, - Astérix & Obélix: Mission Cléopâtre
  - Jamel Debbouze, - Astérix & Obélix: Mission Cléopâtre
  - Denis Podalydès, - Embrassez qui vous voudrez
  - François Cluzet, - L'Adversaire
- 2004: Darry Cowl, phim Pas sur la bouche
  - Clovis Cornillac, - A la petite semaine
  - Yvan Attal, - Bon Voyage
  - Jean-Pierre Marielle, - La Petite Lili
  - Marc Lavoine, - Le Cœur des hommes
- 2005: Clovis Cornillac, phim Mensonges et trahisons et plus si affinités
  - André Dussollier, - 36 Quai des Orfèvres
  - François Berléand, - Les Choristes
  - Jean-Paul Rouve, - Podium
  - Maurice Garrel, - Rois et Reine
- 2006: Niels Arestrup, phim De battre mon cœur s'est arrêté
  - Maurice Bénichou, - Caché
  - Georges Wilson, - Je ne suis pas là pour être aimé
  - Dany Boon, - Joyeux Noël
  - Roschdy Zem, - Le Petit lieutenant
- 2007: Kad Merad, phim Je vais bien, ne t'en fais pas
  - Guy Marchand, - Dans Paris
  - Dany Boon, - La Doublure
  - André Dussollier, - Ne le dis à personne
  - François Cluzet, - Quatre étoiles
- 2008: Sami Bouajila, phim Les Témoins
  - Laurent Stocker, - Ensemble, c'est tout
  - Pascal Greggory, - La Môme
  - Michael Lonsdale, - La Question humaine
  - Fabrice Luchini, - Molière
- 2009: Jean-Paul Roussillon, phim Un conte de Noël 
  - Benjamin Biolay, - Stella
  - Claude Rich, - Aide-toi, le ciel t'aidera
  - Pierre Vaneck, - Deux jours à tuer
  - Roschdy Zem, - La Fille de Monaco

### Thập niên 2010
- 2010: Niels Arestrup pour le rôle de César Luciani dans Un prophète
  - Jean-Hugues Anglade pour le rôle de le désaxé dans Persécution
  - JoeyStarr pour son propre rôle dans Le Bal des actrices
  - Benoît Poelvoorde pour le rôle de Étienne Balsan dans Coco avant Chanel
  - Michel Vuillermoz pour le rôle de Pierre dans Le Dernier pour la route
- 2011: Michael Lonsdale pour le rôle du frère Luc Dochier dans Des hommes et des dieux
  - Niels Arestrup pour le rôle de Bartholomé dans L'Homme qui voulait vivre sa vie
  - François Damiens pour le rôle de Marc dans L'Arnacœur
  - Gilles Lellouche pour le rôle de Eric dans Les Petits Mouchoirs
  - Olivier Rabourdin pour le rôle du frère Christophe dans Des hommes et des dieux
- 2012: Michel Blanc pour le rôle de Gilles dans L'Exercice de l'État
  - Nicolas Duvauchelle pour le rôle de Mathieu dans Polisse
  - JoeyStarr pour le rôle de Fred dans Polisse
  - Bernard Le Coq pour le rôle de Jacques Chirac dans La Conquête
  - Frédéric Pierrot pour le rôle de Balloo dans Polisse
- 2013: Guillaume de Tonquédec pour le rôle de Claude dans Le Prénom
  - Samir Guesmi pour le rôle d'Eric dans Camille redouble
  - Benoît Magimel pour le rôle de Paul Lederman dans Cloclo
  - Claude Rich pour le rôle de Sébastien Hauer dans Cherchez Hortense
  - Michel Vuillermoz pour le rôle du père de Camille dans Camille redouble